# جون كيسيك
جون ريتشارد كيسيك (بالإنجليزية: John Kasich)‏ (ولد في 13 مايو 1952) هو سياسي أمريكي والمحافظ رقم 69 لولاية أوهايو منذ عام 2011 والذي تم إعادة انتخابه عام 2014. وقد كان أحد مرشحي الحزب الجمهوري الأمريكي في الإنتخابات الأمريكية 2016.

## روابط خارجية
- جون كيسيك على موقع IMDb (الإنجليزية)
- جون كيسيك على موقع الموسوعة البريطانية (الإنجليزية)
- جون كيسيك على موقع روتن توميتوز (الإنجليزية)
- جون كيسيك على موقع إن إن دي بي (الإنجليزية)
- جون كيسيك على موقع قاعدة بيانات الفيلم (الإنجليزية)